# SC Beira-Mar
Sport Clube Beira-Mar, pe scurt Beira-Mar (pronunțat [ˈspɔɾ ˈklub(ɨ) ˈbɐjɾɐ ˈmaɾ]), este un club de fotbal portughez din Aveiro ce evoluează în Segunda Liga.

## Lotul actual
| Nr. |            | Poziție | Jucător                       |
| --- | ---------- | ------- | ----------------------------- |
| 1   | Portugalia | P       | Rui Rêgo                      |
| 2   | Portugalia | F       | André Nogueira                |
| 4   | Portugalia | F       | Hugo Lopes                    |
| 5   | Brazilia   | F       | Luís Gustavo                  |
| 7   | Portugalia | M       | Hélder Tavares                |
| 8   | Portugalia | M       | André Sousa                   |
| 9   | Brazilia   | A       | Willyan (on loan from Torino) |
| 10  | Portugalia | A       | Tiago Cintra                  |
| 11  | Brazilia   | A       | Rafael Batatinha              |
| 13  | Iran       | M       | Afshin Esmaeilzadeh           |
| 14  | Portugalia | F       | Jaime                         |
| 15  | Portugalia | F       | Daniel Martins                |
| 17  | Brazilia   | M       | Paulo Sérgio                  |

| Nr. |            | Poziție | Jucător        |
| --- | ---------- | ------- | -------------- |
| 18  | Portugalia | F       | Pedro Moreira  |
| 19  | Portugalia | A       | Nanu           |
| 20  | Portugalia | M       | Pité           |
| 21  | Portugalia | A       | Marc           |
| 22  | Portugalia | M       | Guilherme      |
| 23  | Portugalia | M       | Balacó         |
| 24  | Portugalia | P       | Renato         |
| 25  | Portugalia | M       | Ricardo Dias   |
| 26  | Belarus    | M       | Aleksei Kuchuk |
| 28  | Brazilia   | A       | Luiz Phellype  |
| 29  | Ghana      | F       | Richard Ofori  |
| 30  | Brazilia   | A       | Dieguinho      |
| 76  | Portugalia | P       | Samuel Biscaia |

## Palmares
- Taça de Portugal: 1998–99;

Finalist 1990–91
- Segunda Liga: 2005–06, 2009–10
- Second Division: 1960–61, 1964–65, 1970–71
- Third Division: 1958–59
- Ribeiro dos Reis Cup: 1964–65
- AF Aveiro Championship: 1928–29, 1937–38
- AF Aveiro First Division: 1948–49, 1955–56, 1958–59

## Jucători notabili
| - Eugene Galeković - Mário Jardel - Fernando Aguiar - Pavel Srníček - Magdi Abdelghani - Javier Balboa | - Mourtala Diakité - Andrija Delibašić - Antolín Alcaraz - Dinis - Eusébio - António Sousa | - António Veloso - Fary Faye - Marián Zeman - Tobias Grahn - Andy Marriott |

## Antrenori
| - Fernando Vaz (1975–76) - Fernando Cabrita (1977–79) - Mário Lino (1986–87) - Jean Thissen (1987–90) - Zoran Filipović (1993–94) - Rodolfo Reis (1994–95) - Acácio (1995) | - António Sousa (1997–June 04) - Mick Wadsworth (July 2004–Sept 04) - Manuel Cajuda (Sept 2004–Dec 04) - Augusto Inácio (April 2005–Nov 06) - Carlos Carvalhal (Nov 2006–Jan 07) - Francisco Soler (Jan 2007–May 07) - Rogério Gonçalves (May 2007–Feb 08) | - Paulo Sérgio (Feb 2008–May 08) - António Sousa (June 2008–Nov 08) - Leonardo Jardim (May 2009–Feb 11) - Rui Bento (March 2011–Feb 12) - Ulisses Morais (Feb 2012–Feb 13) - Costinha (Feb 2013–May 13) |  |